# 新潟県道358号天水島東川線
新潟県道358号天水島東川線（にいがたけんどう358ごう あまみずしまひがしかわせん）は、新潟県十日町市内を通る一般県道である。

## 概要

### 路線データ
- 起点：新潟県十日町市松之山天水島字池ノ峰（国道405号交点）
- 終点：新潟県十日町市松之山東川字中屋（国道353号交点）

## 地理

### 通過する自治体
- 新潟県
十日町市

### 交差する道路
- 国道405号（起点：十日町市松之山天水島字池ノ峰、「Aコープ十日町松里店」東方）
- 国道353号（終点：十日町市松之山東川字中屋、「高館トンネル」南東）

### 沿線
- 十日町市立松里小学校
- 松之山湯本郵便局
- Aコープ十日町 松里店
- 松之山温泉
- 松之山温泉スキー場